# Bostrychoplites vernicatus
Bostrychoplites vernicatus är en skalbaggsart som beskrevs av Pierre Lesne 1923. Bostrychoplites vernicatus ingår i släktet Bostrychoplites och familjen kapuschongbaggar. Inga underarter finns listade i Catalogue of Life.